# Каланча, Михаела Олеговна
Михаела Олеговна Каланча (род. 5 июля 1994) — российская спортсменка, заслуженный мастер спорта (синхронное плавание).

## Карьера
Родилась в столице Молдавии — Кишинёве. Занимается синхронным плаванием с 2002 года. Первые тренеры — Р. Б. Никонова, О. А. Гончарова. В сборной команде России с 2013 года.
Чемпионка мира (2013; 2015 — группа [техническая программа], комбинация; 2017 — микст [произвольная программа]). Вице-чемпионка мира (2017 — микст, техническая программа).
Чемпионка Европы (2014 — группа; 2016 — микст [техническая и произвольная]).
Победительница Всемирной Универсиады (2013 — комбинация).
Тренеры — заслуженный мастер спорта Г. В. Максимова, заслуженный тренер России О. И. Васильченко.

## Образование
Окончила Российский государственный университет физической культуры, спорта, молодёжи и туризма.

## Государственные награды
- Почётная грамота Президента Российской Федерации (19 июля 2013 года).
- Заслуженный мастер спорта России (2015)